# Festival d'Angoulême 1991
Le 18e salon international de la bande dessinée s'est tenu à Angoulême du 25 au 27 janvier 1991.

## Palmarès
- Alph-Art du meilleur album : Le chemin de l'amérique - Baru (Albin Michel)
- Alph-Art du meilleur album étranger : Manuel Montano - Miguelanxo Prado (Espagne) (Casterman)
- Alph-Art humour : Le pauvre chevalier - F'murr (Casterman) (ex æquo)
 Encyclopédie des bébés (t3) - Daniel Goossens (Audie) (ex æquo)
- Alph-Art coup de cœur : L'Origine - Marc-Antoine Mathieu (Delcourt)
- Alph-Art du public : Le dernier chant des Malaterre - François Bourgeon (Casterman)
- Alph-Art de la presse : Les Lumières de l'Amalou (t1) - Christophe Gibelin et Claire Wendling (Delcourt)
- Alph-Art de la communication : Rires et chansons - Philippe Vuillemin (agence Publicis Étoile)
             mention spéciale : Égoïste - Jacques Tardi, pour Chanel (agence Vue sur la ville)
- Alph-Art fanzine : Réciproquement (Paris 15e)
- Alph-Art avenir : Tiburce Oger
- Alph-Art jeunesse : Dans la peau d'un chat - Stéphan Colman/Stephen Desberg (Dupuis)
- Alph-Art scolaire : Benjamin Sabatier (Le Mans)
- Prix Bloody Mary de l'ACBD : Theo - Claire Wendling (Delcourt)
- Prix Regards Chrétiens : Melmoth - Marc-Renier et Rodolphe (Dargaud)
- Prix France Info : Le Chemin de l'amérique - Baru (Albin Michel)

## Grand prix de la ville
- Gotlib

## Déroulement du festival
- Les organisateurs avaient annoncé quatre mois plus tôt qu'Angoulême deviendrait bisannuel, en alternance avec le salon de Grenoble. Finalement, Édouard et Michel-Édouard Leclerc sauvent le salon en s'engageant financièrement.
- Le festival se déroule pendant la deuxième guerre du Golfe ; beaucoup d'exposants étrangers ne viennent pas, notamment l'éditeur Kōdansha, malgré la tenue d'une exposition consacrée aux mangas.

## Affiche
- Max Cabanes

## Jury
Max Cabanes (président), Francis Groux, Brigitte Becker, Patrick Marsault, Jacques Gantié, Ysabelle Lacamp, Jean Vautrin, Yves Simon, Guy Tortosa, André-Marc Delocque-Fourcaud, Gérard Unger, Philippe Rodier, Sylvain Insergueix, Mario Matsui.